# Charles Fabry
Maurice Paul Auguste Charles Fabry (Marsella, 11 de juny de 1867 - París, 1 de desembre de 1945) va ser un físic francès.

## Biografia
Va començar els seus estudis a l'École Polytechnique el 1885, especialitzant-se en física i, posteriorment obtenint la llicenciatura el 1889. Es va dedicar a la docència, treballant com a professor a Pau (1889), Nevers (1890), Bordeus (1892), Marsella (1893) i el liceu Saint-Louis a París (1893), mentre es preparava simultàniament per al doctorat en Ciències sota tutela de Jules Macé de Lepinay, professor de la Facultat de les Ciències de Marsella. El 1892 va defensar a la Facultat de les Ciències de París la seva tesi sobre la "Teoria de la visibilitat i l'orientació de les franges d'interferències".
El 1894 se li va concedeir un lloc a la universitat de Marsella com a successor d'Alfred Perot, incorporant-se al laboratori de Jules Macé de Lepinay, a qui succeiria a la seva mort, el 1904, com a professor a la càtedra de física industrial.
En col·laboració amb Henri Buisson i Alfred Perot, participà en la posada a punt de l'interferòmetre de Fabry-Perot, que va servir principalment, el 1913, per demostrar l'existència de la capa d'ozó, fins ara només sospitada. També va determinar la proporció en funció de les capes atmosfèriques. Jean Cabannes va treballar en el seu laboratori per preparar la seva tesi de doctorat. En un altre àmbit, va demostrar, experimentalment, l'efecte Doppler-Fizeau aplicat al camp de l'òptica.
El 1921 es va desplaçar a París com a titular de la càtedra de física a la Facultat de les Ciències de París, anteriorment ocupada per Edmond Bouty i va ser el primer director general de l'École supérieure d'Optique (Institut de l'òptica teòrica i aplicada). El 1927 va ser nomenat docent en l'École Polytechnique i càrrec electe en l'Acadèmia de les ciències.
Els seus treballs en física es van centrar gairebé exclusivament a l'òptica, en particular a la fotometria, la interferometria i l'espectroscòpia.
El 1937 va fundar amb Henri Chrétien, Georges Guadet i André Bayle, la Societat d'investigacions i estudis en l'òptica i ciències connexes, deixant la seva càtedra de la Facultat de les Ciències de París i l'Escola politècnica.
Va ser president d'honor de la Societat francesa de fotografia de 1935 a 1937, succeint a Georges Perrier, i va presidir la Societat francesa de física el 1924.

## Mèrits
- 1918: guardonat amb la Médaille Rumford
- 1919: guardonat amb la Médaille Henry Draper
- 1921: guardonat amb la Médaille Franklin
- 1927: membre de l'Acadèmia de les ciències